# Lactifluus annulatoangustifolius
Lactifluus annulatoangustifolius (Beeli) Buyck – gatunek grzybów należący do rodziny gołąbkowatych (Russulaceae). W Polsce nie występuje. 

## Systematyka i nazewnictwo
Pozycja w klasyfikacji według Index Fungorum: Lactifluus, Russulaceae, Russulales, Incertae sedis, Agaricomycetes, Agaricomycotina, Basidiomycota, Fungi.
Gatunek Lactifluus annulatoangustifolius został po raz pierwszy zdiagnozowany taksonomicznie przez Maurice'a Beeliego (jako Russula annulatoangustifolia) w "Bulletin du Jardin botanique de l'État à Bruxelles" z 1936 r.
Synonimy:
- Lactarius annulatoangustifolius (Beeli) Buyck 1989
- Russula annulatoangustifolia Beeli 1936

## Charakterystyka
Grzyby mykoryzowe rozwijające się w glebie i wytwarzające naziemne owocniki złożone z kapelusza i trzonu, których miąższ zbudowany jest z kulistawych komórek powodujących ich specyficzną kruchość i nieregularny przełam. Kapelusz o pokroju wypukło-płasko-wgłębionym, średnicy ok. 5 cm, żółtawo zabarwiony, mięsisty, cienki i błyszczący. Hymenofor blaszkowy, blaszki białe, równe, przyrośnięte do trzonu. Trzon cylindryczny, o długości ok. 3,5 cm i średnicy ok. 1 cm, białawy. Miąższ biały, o gorzkim smaku. Zarodniki kuliste, o średnicy 8–10 μm, bezbarwne (hialinowe), pokryte brodawkami połączonymi siateczką.